# Garath McCleary
Garath James McCleary, né le 15 mai 1987 à Oxford, est un footballeur anglais qui évolue au poste de milieu de terrain au Wycombe FC.

## Carrière en club
D'abord formé à Oxford United puis à Oxford City, les deux principaux clubs de sa ville natale, Garath McCleary ne parvient pas à gagner sa place en équipe première et rejoint Slough Town puis Bromley en janvier 2007. Après un essai convaincant à Nottingham Forest, il est recruté le 31 janvier 2008 et fait ses débuts le 3 mars suivant lors du match face à Carlisle United (0-1). Le 9 juillet 2009, il signe un nouveau contrat qui le lie au club jusqu'en juin 2012. Généralement utilisé comme remplaçant, il totalise 123 matchs sous le maillot rouge (13 buts).
Le 16 mai 2012, il signe un contrat de trois ans en faveur du Reading FC, tout juste champion de deuxième division anglaise et promu en Premier League.

## Palmarès

### Distinctions personnelles
- Nottingham Forest
  - Joueur du mois de Championship en mars 2012[4]
  - Élu meilleur joueur de la saison 2011-2012 par les supporters.

## Statistiques
| Saison    | Club              | Pays         | Championnat        | Coupes nationales |
| --------- | ----------------- | ------------ | ------------------ | ----------------- |
| 2007-2008 | Nottingham Forest | League One   | 8 matchs / 1 but   | -                 |
| 2008-2009 | Nottingham Forest | Championship | 39 matchs / 1 but  | 4 matchs          |
| 2009-2010 | Nottingham Forest | Championship | 24 matchs          | 3 matchs          |
| 2010-2011 | Nottingham Forest | Championship | 19 matchs / 2 buts | 3 matchs          |
| 2011-2012 | Nottingham Forest | Championship | 22 matchs / 9 buts | 1 match           |

Dernière mise à jour le 18 mai 2012